# Jonathan Groff
Jonathan Drew Groff, född 26 mars 1985 i Lancaster, Pennsylvania, är en amerikansk sångare samt teater- och filmskådespelare. Groff har spelat huvudrollen Melchior Gabor i Broadwaymusikalen Spring Awakening som han 2007 fick en och blev nominerad för en Tony Award i kategorin Best Performance by a Leading Actor in a Musical. Han har även medverkat i TV-serien Glee som Jesse St. James och uruppförde rollen som "King George" i musikalen Hamilton.

## Filmografi
| År        | Titel            | Roll              | Notering                     |
| --------- | ---------------- | ----------------- | ---------------------------- |
| 2007      | One Life to Live | Henry Mackler     | 11 avsnitt                   |
| 2008      | Pretty/Handsome  | Patrick Fitzpayne | Pilotavsnitt                 |
| 2009      | Taking Woodstock | Michael Lang      | Film                         |
| 2010–2012 | Glee             | Jesse St. James   | 12 avsnitt                   |
| 2010      | The Conspirator  | Louis Weichmann   | Film                         |
| 2010      | Twelve Thirty    | Jeff              | Film                         |
| 2012      | The Good Wife    | Jimmy Fellner     | Avsnitt "Live from Damascus" |
| 2012      | Boss             | Ian Todd          | 10 avsnitt                   |
| 2013      | C.O.G.           | Samuel / David    | Film                         |
| 2013      | Frost            | Kristoffer        | Film, endast röst            |
| 2014      | The Normal Heart | Craig Donner      | TV-film                      |
| 2014      | American Sniper  |                   | Film                         |
| 2017      | Mindhunter       | Holden Ford       | TV-serie                     |
| 2019      | Frost 2          | Kristoffer        | Film, endast röst            |

## Teater
| År   | Titel                             | Roll                               | Teater                                              |
| ---- | --------------------------------- | ---------------------------------- | --------------------------------------------------- |
| 2005 | Fame                              | Nick Piazza                        | North Shore Music Theatre 31 maj–19 juni 2005       |
| 2005 | In My Life                        | Dance Captain / Swing / Understudy | Music Box Theatre 20 oktober–11 december 2005       |
| 2006 | Spring Awakening                  | Melchior Gabor                     | Atlantic Theatre Company 19 maj–5 augusti 2006      |
| 2006 | Spring Awakening                  | Melchior Gabor                     | Eugene O'Neill Theatre 10 december 2006–18 maj 2008 |
| 2007 | Hair (40th anniversary concert)   | Claude Hooper Bukowski             | Delacorte Theatre 22–24 september 2007              |
| 2008 | Hair                              | Claude Hooper Bukowski             | Delacorte Theatre 22 juli–16 augusti 2008           |
| 2008 | Prayer for My Enemy               | Billy Noone                        | Playwrights Horizons 14 november–21 december 2008   |
| 2009 | The Singing Forest                | Gray Korankyi / Walter Rieman      | The Public Theater 27 april–17 maj 2009             |
| 2009 | The Bacchae                       | Dionysus                           | Delacorte Theatre 11–30 augusti 2009                |
| 2010 | Deathtrap                         | Clifford Anderson                  | Noël Coward Theatre 21 augusti 2010–15 januari 2011 |
| 2011 | The Submission                    | Danny Larsen                       | Lucille Lortel Theatre 8 september–22 oktober 2011  |
| 2012 | Red                               | Ken                                | Mark Taper Forum 1 augusti–9 september 2012         |
| 2013 | Red                               | Ken                                | L.A. Theatre Works 14–17 mars 2013                  |
| 2013 | The Pirates of Penzance (konsert) | Frederic                           | Delacorte Theatre 10 juni 2013                      |
| 2015 | Hamilton                          | King George III                    | Richard Rodgers Theatre • Broadway                  |

## Diskografi

### Album
- Spring Awakening (Original Broadway Cast Recording) (2006)
- Glee: The Music, The Power of Madonna (2010)
- Glee: The Music, Volume 3 Showstoppers (2010)
- Glee: The Music, Journey to Regionals (2010)
- Glee: The Music, The Complete Season One (2010)[24]
- Glee: The Music, Volume 6 (2011)

### Singlar
- "Highway to Hell" (Glee Cast feat. Jonathan Groff) (2010)
- "Run Joey Run" (Glee Cast feat. Jonathan Groff) (2010)
- "Another One Bites the Dust" (Glee Cast) (2010)
- "Bohemian Rhapsody" (Glee Cast) (2010)
- "Hello" (Glee Cast feat. Jonathan Groff) (2010)
- "Total Eclipse of the Heart" (Glee Cast feat. Jonathan Groff) (2010)
- "Like a Virgin" (Glee Cast feat. Jonathan Groff) (2010)
- "Like a Prayer" (Glee Cast feat. Jonathan Groff) (2010)
- "Rolling in the Deep" (Glee Cast feat. Jonathan Groff) (2011)